# Mușchiul biceps brahial
      Capul scurt
      Capul lung

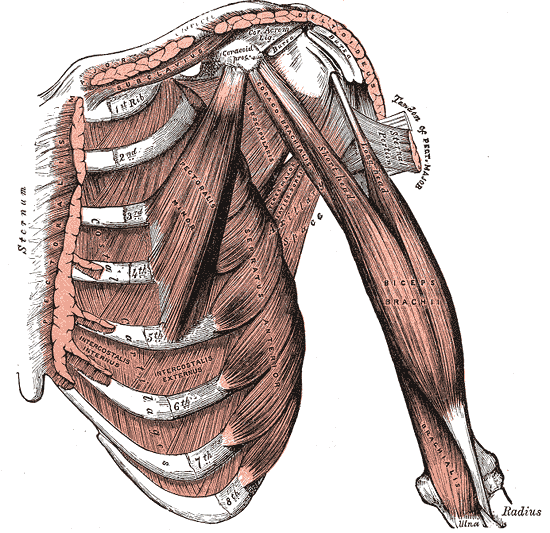
Mușchii braţului

Mușchiul biceps brahial
Capul scurt
Capul lung

Mușchiul biceps brahial (Musculus biceps brachii) este un mușchi lung, fuziform, puternic, așezat pe fața anterioară a brațului, imediat sub piele. Are originea pe scapulă prin două capete distincte: capul lung și capul scurt, ce se unesc la mijlocul brațului într-un corp muscular care coboară prin loja anterioară a brațului și se termină printr-un tendon comun pe tuberozitatea radiusului aflată pe extremitatea superioară a radiusului.
La omul viu, medial de mușchiul biceps brahial se află șanțul bicipital medial (Sulcus bicipitalis medialis) care îl separă medial de mușchiul brahial și răspunde traiectului arterei brahiale; iar lateral, când mușchiul biceps brahial este contractat, apare longitudinal un alt șanț, numit șanțul bicipital lateral (Sulcus bicipitalis lateralis) care îl separă lateral de mușchiul brahial.

## Inserții
Are originea pe scapulă, prin două porțiuni distincte, numite capete: capul lung și capul scurt.
- Capul scurt sau porțiunea scurtă (Caput breve musculi bicipitis brachii) este situat medial de capul lung și are originea printr-un tendon lat și turtit de pe vârful procesului coracoid (Processus coracoideus) al scapulei, printr-un tendon comun cu cel al mușchiului coracobrahial (tendonul coracobicipital). De aici coboară pe partea anterioară a articulației umărului.
- Capul lung sau porțiunea lungă (Caput longum musculi bicipitis brachii) aflat lateral de capul scurt, se inserează printr-un tendon lung, cilindroid, pe tuberculul supraglenoidian al scapulei (Tuberculum supraglenoidale scapulae) și pe labrul glenoidian (Labrum glenoidale scapulae). Tendonul capului lung trece peste capul humerusului prin interiorul cavității articulare a articulației umărului (este unicul tendon muscular intraarticular), fiind învelit într-o teacă sinovială, numită teaca tendonului intertubercular (Vagina tendinis intertubercularis) și tendonul este deci intracapsular, dar extrasinovial. Iese apoi din articulație pe sub ligamentul humeral transvers (Ligamentum transversum humeri) și coboară alunecând prin șanțul intertubercular (Sulcus intertubercularis) al humerusului, pe care îl folosește ca pe un hipomohlion. În acest șanț este încadrat de tendoanele mușchilui pectoral mare (Musculus pectoralis major) care îl acoperă, mușchilui rotund mare (Musculus teres major) și mușchilui dorsal mare (Musculus latissimus dorsi), formându-i un jgheab de alunecare și este învelit de teaca tendonului intertubercular (Vagina synovialis intertubercularis), care este o prelungire a sinovialei articulației scapulohumerale.

Cele două capete de origine, la început independente, se unesc la mijlocul brațului într-un singur corp muscular comun gros, voluminos și fuziform ce descinde până la cot, unde se inserează printr-un tendon comun puternic și gros, pe tuberozitatea radiusului (Tuberositas radii).
Între tendonul comun și partea anterioară a tuberozității radiusului se află bursă bicipitoradială (Bursa bicipitoradialis). În 20% din cazuri, între tendonul terminal comun al mușchiului biceps brahial, tendonul mușchiului brahial și coarda oblică (Chorda obliqua membranae interosseae antebrachii), se poate dezvolta o bursă, numită bursa interosoasă cubitală (Bursa cubitalis interossea).
De pe partea medială a acestui tendon terminal comun se desprinde o lamă aponevrotică triunghiulară numită aponevroza mușchiului biceps brahial sau expansiunea bicipitală (Aponeurosis musculi bicipitis brachii sau Aponeurosis bicipitalis). Aponevroza radiază în direcție ulnară și se prinde pe fascia brahială (Fascia brachii) și fascia antebrahială (Fascia antebrachii), trecând ca o punte peste vasele humerale (artera brahială și venele brahiale) și nervul median.

## Raporturi
La umăr, tendoanele bicepsului brahial sunt situate în axilă: tendonul capului lung trece prin cavitatea articulară a articulației umărului între capul humerusului și capsulă, fiind învelit de o prelungire sinovială, teaca tendonului intertubercular (Vagina synovialis intertubercularis); tendonul capului scurt, lateral de mușchiul coracobrahial (Musculus coracobrachialis), vine în raport cu peretele posterior al axilei, iar anterior este acoperit de peretele anterior al acestei regiuni.
În axilă și treimea superioară a brațului, tendoanele de origine a bicepsului brahial sunt acoperite de mușchiul deltoid (Musculus deltoideus) și mușchiul pectoral mare (Musculus pectoralis major) și acoperă mușchiul subscapular (Musculus subscapularis), mușchiul marele dorsal (Musculus latissimus dorsi) și mușchiul rotund mare (Musculus teres major). 
Pe toată lungimea brațului, mușchiul este situat superficial și este acoperit anterior de fascia brahială (Fascia brachii), țesutul celular subcutanat și piele. Profund posterior, are raporturi în partea superioară a brațului, cu mușchiul coracobrahial (Musculus coracobrachialis), iar în partea inferioară a brațului cu mușchiul brahial (Musculus brachialis);  între biceps și cei doi mușchi se află nervul musculocutanat (Nervus musculocutaneus). Lateral vine în raport cu mușchiul deltoid (Musculus deltoideus) și mușchiul brahioradial (Musculus brachioradialis), medial, de-a lungul bicepsului se găsesc vasele brahiale (artera brahială și venele brahiale) și nervul median (Nervus medianus), fiind mușchiul satelit al arterei brahiale (Arteria brachialis). Pe braț medial de mușchiul biceps brahial se află șanțul bicipital medial (Sulcus bicipitalis medialis), iar lateral șanțul bicipital lateral (Sulcus bicipitalis lateralis).
La nivelul cotului, tendonul mușchiul biceps împarte fosa cubitală în 2 șanțuri: șanțul bicipital lateral și șanțul bicipital medial. Șanțul bicipital lateral (Sulcus bicipitalis lateralis) este delimitat lateral de mușchiul brahioradial, medial de tendonul mușchiului biceps brahial iar profund: în partea superioară de mușchiul brahial și în partea inferioară de mușchiul supinator; prin el coboară nervul radial, artera colaterală radială (Arteria collateralis radialis) și artera recurentă radială (Arteria recurrens radialis). Șanțul bicipital medial (Sulcus bicipitalis medialis) este delimitat: lateral de tendonul mușchiului biceps brahial, medial de mușchiul rotund pronator, profund de mușchiul brahial, arcada mușchiului flexor superficial al degetelor și superficial de aponevroza bicipitală; prin el coboară vasele brahiale (artera brahială și venele brahiale) și nervul median.

## Acțiune
Mușchiul biceps brahial are o acțiune atât asupra antebrațului cât și a brațului.  Cu toate că sare numai peste două articulații (articulația umărului și articulația cotului), acțiunea lui se efectuează până în articulația radioulnară distală. 
Este un puternic flexor al antebrațului pe braț în articulația cotului, dar flexia este completă numai dacă antebrațul este în supinație. 
Este și un puternic supinator al antebrațului, datorită inserției pe tuberozitatea radială: când antebrațul se află în poziție de pronație, tuberozitatea radiusului se află dorsal și tendonul bicepsului este înfășurat în jurul radiusului; contracția mușchiului deplasează înainte tuberozitatea și duce antebrațul în supinație. 
Trecând peste articulația scapulohumerală are o acțiune asupra brațului: prin capul scurt contribuie la adducția brațului (ca și mușchiul coracobrahial); iar prin capul lung, care ia capul humeral drept hipomohlion, este un abductor a brațului.
Când ia punct fix pe antebraț, prin capul lung flectează secundar brațul.

## Inervația
Inervația este dată de nervul musculocutanat (Nervus musculocutaneus), care provine din plexul brahial (neuromer C5—C6).

## Vascularizația
Vascularizația este asigurată de artera circumflexă humerală anterioară (Arteria circumflexa humeri anterior), artera colaterală ulnară inferioară (Arteria collateralis ulnaris inferior), artera colaterală ulnară superioară (Arteria collateralis ulnaris superior), artera recurentă radială (Arteria recurrens radialis) și artera brahială (Arteria brachialis).